# Zusatzweiterbildung Sexualmedizin
Die Zusatzweiterbildung Sexualmedizin ist eine in der Musterweiterbildungsordnung der deutschen Bundesärztekammer von 2018 (MWBO) aufgeführte Zusatz-Weiterbildung im Bereich Sexualmedizin für Fachärzte in einem Gebiet der unmittelbaren Patientenversorgung.

## Definition
Die Zusatz-Weiterbildung Sexualmedizin umfasst in Ergänzung zu einer Facharztkompetenz die Erkennung, Behandlung, Prävention und Rehabilitation von Störungen oder Erkrankungen, welche die sexuellen Funktionen, das sexuelle und/oder partnerschaftliche Erleben und Verhalten sowie die geschlechtliche Identität betreffen, auch wenn diese infolge anderer Krankheiten und/oder deren Behandlung auftreten und/oder mit sexuellen Traumatisierungen verbunden sind.

## Mindestanforderung
Um die Bezeichnung Sexualmedizin führen zu dürfen, müssen Ärztinnen und Ärzte
- über die Facharztanerkennung in einem Gebiet der unmittelbaren Patientenversorgung verfügen und zusätzlich
- eine Kurs-Weiterbildung Psychosomatische Grundversorgung (80 Stunden) oder die Zusatzweiterbildung Psychotherapie oder die Zusatzweiterbildung Psychoanalyse absolviert haben und zusätzlich
- einen Weiterbildungskurs in Sexualmedizin mit einem Umfang von 120 Stunden absolviert haben[2] und zusätzlich
- an Fallseminaren unter Supervision mit einem Umfang von 120 Stunden teilgenommen haben (die Fallseminare können durch 6 Monate Weiterbildung an anerkannten Weiterbildungsstätten ersetzt werden) sowie
- über Kenntnisse, Erfahrungen und Fertigkeiten in Sexualmedizin gemäß den in der Weiterbildungsordnung festgelegten Weiterbildungsinhalten verfügen.[1]

Bei der Anmeldung zur Weiterbildungsprüfung müssen der zuständigen Ärztekammer  sämtliche Nachweise über die erfüllten Mindestanforderungen vorgelegt werden. Dazu gehören auch die Logbuch-Dokumentationen über alle durch die MWBO vorgegebenen Inhalte der Weiterbildung.

## Inhalte der Weiterbildung
Zur Weiterbildungsprüfung muss man darlegen können, dass man Kenntnisse, Erfahrungen und Fertigkeiten unter anderem in folgenden Bereichen erlangt hat:
- Somatische, psychische und soziale Grundlagen der menschlichen Sexualität
- Psychosexuelle und somatosexuelle Entwicklung und deren Verlauf über die Lebensspanne, die Entwicklung der Geschlechtsidentität und der sexuellen Orientierung
- Bedingungsgefüge, Formen, Verläufe, Manifestationen von sexuellem Missbrauch und seine gesundheitlichen Früh- und Spätfolgen Relevante rechtliche Grundlagen, z. B. Sexualstrafrecht, Personenstandsrecht, Transsexuellengesetz
- Diagnostik, Klassifikation, Ätiologie von Störungen
- Sexuell übertragbare Infektionen
- Beratung und Therapie
- Prävention und Rehabilitation
- Selbsterfahrung.[1]

Die Inhalte der Musterweiterbildungsordnung sind allerdings nur eine Empfehlung für die rechtsverbindlichen Weiterbildungsordnungen der Landesärztekammern, die hiervon abweichende Regelungen treffen können.